# A Chouzana (Villamarín)
A Chouzana es una aldea situada en la parroquia de El Río, del municipio español de Villamarín, en la provincia de Orense, Galicia.

## Demografía
| Gráfica de evolución demográfica de A Chouzana entre 2000 y 2023 |
|                                                                  |
| Datos según el nomenclátor publicado por el INE.                 |